# Amonitski jezik
Amonitski jezik (privatni kôd: qgg; ammonite), kanaanski jezik koji se u željezno doba govorio na području današnjeg Jordana. Njime su govorili Amoniti ili Amoničani, narod srodan Moabitima i poznat iz Biblije,te su zajedničkog porijekla od Lota koje je imao u incestuoznoj vezi sa svojim kćerkama.
Po ovom jeziku i narodu imenovan je i glavni jordanski grad Amman.